# Neijiang
Neijiang, tidigare stavat Neikiang, är en stad på prefekturnivå i Sichuan-provinsen i sydvästra Kina. Den ligger omkring 140 kilometer sydost om provinshuvudstaden Chengdu.

## Administrativ indelning
Själva stadskärnan indelas i två stadsdistrikt medan den omgivande landsbygden är indelad i tre härad:
| Karta         | Karta     | Karta     | Karta          | Karta                    | Karta     | Karta                      |
| ------------- | --------- | --------- | -------------- | ------------------------ | --------- | -------------------------- |
|               |           |           |                |                          |           |                            |
| Nr            | Namn      | Kinesiska | Pinyin         | Befolkning (2004 uppsk.) | Yta (km²) | Befolknings- täthet (/km²) |
| Stadsdistrikt |           |           |                |                          |           |                            |
| 1             | Shizhong  | 市中区    | Shìzhōng qū    | 540 000                  | 388       | 1 392                      |
| 2             | Dongxing  | 东兴区    | Dōngxīng qū    | 850 000                  | 1 181     | 720                        |
| Härad         |           |           |                |                          |           |                            |
| 3             | Weiyuan   | 威远县    | Wēiyuǎn xiàn   | 740 000                  | 1 289     | 574                        |
| 4             | Zizhong   | 资中县    | Zīzhōng xiàn   | 1 310 000                | 1 734     | 755                        |
| 5             | Longchang | 隆昌县    | Lóngchāng xiàn | 760 000                  | 794       | 957                        |

## Klimat
Genomsnittlig årsnederbörd är 1 330 millimeter. Den regnigaste månaden är juli, med i genomsnitt 290 mm nederbörd, och den torraste är december, med 13 mm nederbörd.